# Il sacco di Roma (film 1923)
Il sacco di Roma è un film muto del 1920 uscito nel 1923 diretto da Enrico Guazzoni e Giulio Aristide Sartorio.
All'estero il film è uscito col titolo The Sack of Rome. Il titolo tedesco era Kampf um Rom.